# スーフィー朝
スーフィー朝は、かつてホラズム地方に存在していたテュルク系の国家である。
王朝が存在していた期間は1361年から1379年までと短かったが、滅亡後にスーフィー朝の王族はティムール朝の下で存続し、1505年にホラズム地方がウズベク系国家のシャイバーニー朝の支配下に入るまで、断続的にホラズム地方の知事を務めた。
王朝の君主たちは過去にホラズム地方に存在した国家の君主と異なり、「ホラズム・シャー」の称号を名乗らなかった。

## 歴史

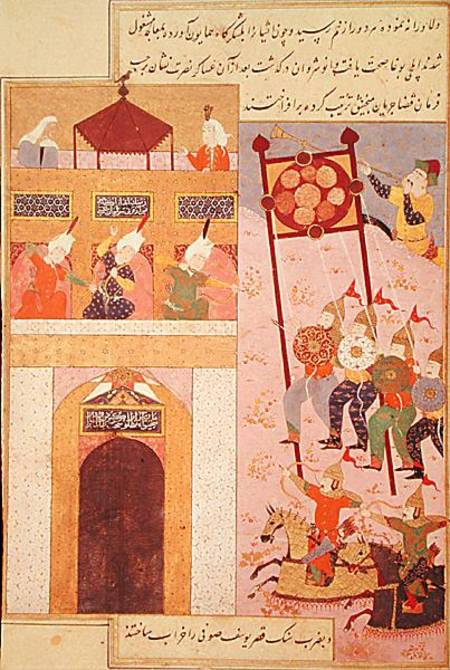
ティムールによるウルゲンチ包囲

### 建国初期
13世紀前半にホラズム地方がモンゴル帝国の支配下に置かれた後にホラズムは二分され、北部はジョチ・ウルス、南部はチャガタイ・ウルス（チャガタイ・ハン国）が統治していた。
スーフィー朝はジョチ・ウルスのウズベク・ハンの女婿である有力者ナングダイを祖とする。1359年にベルディ・ベク・ハンが没した後、スーフィー朝はジョチ家の王子ヒズルに軍事援助を行い、彼をハン位に就けたと伝えられている。ナングダイの子の一人であり、スーフィー朝の実質的な創始者であるフサインはコンギラト部の出身であり、ジョチ・ウルスに属していた。1360年代にジョチ・ウルスが無政府状態に陥ると、フサインはホラズム北部に独立した国家を建てた。フサインはクフナ・ウルゲンチ（旧ウルゲンチ）を中心にホラズム北部を統治し、1364年から彼の名を刻んだ貨幣を鋳造した。さらにマー・ワラー・アンナフルを支配する西チャガタイ・ハン国の混乱に乗じて、フサインはホラズム南部のキャトとヒヴァを占領する。
しかし、チャガタイ・ウルスの支配地であるホラズム南部への進出は、ティムール朝との対立の原因となる。スーフィー朝がキャトとヒヴァを占領した当時のマー・ワラー・アンナフルは有力な支配者が不在の状態だったが、1370年にティムールによってマー・ワラー・アンナフルの統一が回復される。1371年にティムールはフサインに対して、キャトとヒヴァの返還を強く要求した。
フサインが返還を拒否したため、1372年にティムールの軍がホラズムに侵入した。侵入後間も無くキャトがティムールに占領されると、フサインはウルゲンチの守りを固めて籠城するが、ティムール軍のウルゲンチ包囲中にフサインは急逝した。

### ユースフ・スーフィーの時代
スーフィー朝の君主の跡を継いだフサインの兄弟ユースフは、キャトとヒヴァをティムール朝に割譲して和平を結んだ。ホラズム北部はスーフィー朝の元に留まっていたが、1373年にティムールがモグーリスタン遠征に出陣した間に、ユースフがキャトとヒヴァの奪回を試みてティムール朝の領土に侵入した。同年冬にティムールは第二次ホラズム遠征を行うが、ユースフはすぐさま謝罪し、ユースフの娘ソユン・ベグ（ハンザデ）をティムールの王子ジャハーンギールに嫁がせることで和平が成立した。
1375年にユースフは和平を破って再びキャトとヒヴァを包囲するが、ティムールに敗北する。
1379年にユースフはティムールが留守にしていたマー・ワラー・アンナフルに侵入し、サマルカンド周辺で略奪を行った。この時にユースフはティムールに一騎討ちを申し込むが、ユースフは指定した期日になってもウルゲンチの大門の前に現れず、決闘から逃亡したフサインは家臣から軽蔑された。ウルゲンチはティムール軍の包囲を受け、ユースフは包囲中に没した。ティムールはウルゲンチに降伏を勧告するが、ウルゲンチは降伏を拒絶した。3か月の包囲の末にティムール軍がウルゲンチを陥落させた後、都市の住民は虐殺され、市内に火が放たれた。

### 滅亡
ウルゲンチ陥落後も、スーフィー朝の王族はホラズムの支配を断念しなかった。
スーフィー朝の君主スレイマンはジョチ・ウルスのトクタミシュ・ハンと同盟し、1387年にトクタミシュのマー・ワラー・アンナフル侵入に呼応して反乱を起こした。ティムールはホラズムに駐屯していたトクタミシュ軍を討つために進軍し、再びウルゲンチを破壊した。ウルゲンチの住民はサマルカンドに連行され、町は一部を除いて徹底的に破壊され、更地に大麦の種が蒔かれた。
この時にスレイマンはホラズムから追放され、トクタミシュの元に逃亡した。1391年、ティムールはキプチャク草原遠征の直前にウルゲンチを復興させる命令を発した。

### 滅亡後
独立を喪失した後も、スーフィー朝の王族はティムール朝に対して影響力を有していた。
14世紀末にスーフィー朝の王族であるYayïqがティムールの軍の中で高い地位を得た。1393年（もしくは1394年）にYayïqは反乱を起こすが鎮圧され、逮捕された。
15世紀もホラズム地方はティムール朝の支配下に置かれていたが、しばしば北方のウズベク族の侵入に晒された。スーフィー朝の王族の中にはホラズム地方の知事を務めていたものもおり、一定の影響力を有していた。1505年、チン・スーフィーがホラズムを統治していた時代に、ホラズム地方はウズベク国家のシャイバーニー朝に併合された。

## 歴代君主
1. アク・スーフィー（在位：1359年 - 1361年）
2. フサイン・スーフィー（在位：1361年 - 1372年）
3. ユースフ・スーフィー（在位：1372年 - 1380年）
4. Balankhi （在位：1380年）
5. Maing（在位：1380年）
6. スレイマン・スーフィー（在位：1380年 - 1388年）